# Saint-Laurent-Rochefort
Saint-Laurent-Rochefort – miejscowość i gmina we Francji, w regionie Owernia-Rodan-Alpy, w departamencie Loara.
Według danych na rok 1990 gminę zamieszkiwało 279 osób, a gęstość zaludnienia wynosiła 18 osób/km² (wśród 2880 gmin regionu Rodan-Alpy Saint-Laurent-Rochefort plasuje się na 1350. miejscu pod względem liczby ludności, natomiast pod względem powierzchni na miejscu 742.).